# Mari Backe
Mari Backe (* 11. März 1987) ist eine ehemalige norwegische Skispringerin.

## Werdegang
Backe wurde 2004 in die norwegische Nationalmannschaft aufgenommen und startete erstmals bei verschiedenen FIS-Springen. Am 8. Februar 2005 gab sie ihr Debüt im Skisprung-Continental-Cup. Bereits in ihrer ersten Saison erreichte sie mit dem 21. Platz ihr bestes Ergebnis in der Continental-Cup-Gesamtwertung. Bei den Norwegischen Meisterschaften 2006 in Oslo gewann sie von der Großschanze die Bronzemedaille. Von der Normalschanze in Heddal wurde sie am Ende Vierte. Bei der Junioren-Weltmeisterschaft 2006 in Kranj erreichte er den 19. Platz. Am 8. März 2006 erreichte er mit dem 17. Platz in Våler erstmals einen Platz unter den besten zwanzig. Bei der Junioren-Weltmeisterschaft 2007 in Tarvisio sprang Backe auf den 27. Platz. Ein Jahr später bei der Junioren-Weltmeisterschaft in Štrbské Pleso sprang sie auf den 33. Platz. Bei den Norwegischen Meisterschaften 2009 erreichte sie den 6. Platz von der Normalschanze.
Nach der Saison 2009/10 beendete sie ihre Karriere.